# Baynesia lophophora
Baynesia lophophora ist die einzige Pflanzenart der monotypischen Gattung
Baynesia aus der Unterfamilie der Seidenpflanzengewächse (Asclepiadoideae). Der botanische Name der Gattung verweist auf das Vorkommen in den Baynes Mountains von Namibia.

## Beschreibung

### Vegetative Merkmale
Baynesia lophophora wächst als klumpenbildende Stammsukkulente mit aufrechten Trieben.
Die vierkantigen, weichen, grünen Triebe sind etwas papillös. Sie sind 3 bis 8 Zentimeter lang und 0,6 bis 1,2 Zentimeter breit. Ihre konischen Warzen sind seitlich abgeflacht. Die hinfälligen, herzförmigen, abgeflacht konischen, spitzen Blättchen sind 1 bis 1,5 Millimeter lang.

### Blütenstände und Blüten
Der sitzende, spitzennah ausgebildete Blütenstand ist mit Brakteen versehen. Der Blütenstand ist ein- bis dreiblütig (selten bis fünfblütig). Ihr Blütenstiel ist etwa 2 Millimeter lang. Die lanzettlichen Kelchblätter weisen eine Länge von 1,5 Millimeter auf. Die glockenförmige Blütenkrone ist außen grünlich und innen kastanienbraun. Sie ist 3 bis 4 Millimeter lang und 6 bis 8 Millimeter breit. Die schlüsselförmige Kronröhre ist etwa 1 Millimeter lang und 3 Millimeter breit. Die dreieckigen, aufrechten Kronzipfel sind etwa 2 Millimeter lang und 2 Millimeter breit. Entlang ihrer kantig aufgewölbten Mittelrippe sind sie grob papillös. Die zweireihige, transparente bis kastanienbraune Nebenkrone weist eine Länge von etwa 1 Millimeter und eine Breite von 2 Millimeter auf. Die interstaminale Nebenkrone ist an der Basis flach schüsselförmig verwachsen. Ihre Zipfel sind dreieckig, spitz, aufsteigend und verschmelzen mit der flügelartig verbreiterten Basis. Die freien Zipfel sind länglich, stumpflich, etwa 0,5 Millimeter lang und liegen auf den rechteckigen Staubblättern auf. Ihr gelbes, ellipsoides Pollinium ist etwa 0,17 Millimeter lang und 0,3 Millimeter breit.

### Früchte und Samen
Die schlank spindelförmigen Früchte werden 25 bis 35 Millimeter lang und erreichen Durchmesser von 2,5 bis 3,5 Millimeter. Sie enthalten hellbraune Samen, die 5 Millimeter lang und 1,5 bis 2 Millimeter breit sind.

## Systematik, Verbreitung und Gefährdung
Baynesia lophophora ist im Nordwesten Namibias verbreitet.
Die Erstbeschreibung der Gattung und ihrer bislang einzigen Art erfolgte im Jahr 2000 durch Peter Vincent Bruyns.
Baynesia lophophora wird in der Roten Liste gefährdeter Arten der IUCN als „Least Concern (LC)“, d. h. als nicht gefährdet,  eingestuft.

## Nachweise